# Argo E-5

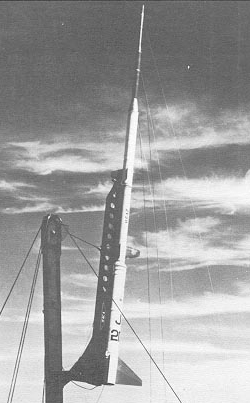
Argo-E5 (Jason)

Die Argo E-5 war eine fünfstufige Höhenforschungsrakete, die speziell von Aerolab für die US Air Force entwickelt wurde. Sie diente zur Messung der Strahlung nach Atombombenexplosionen in Höhen von 700 bis 800 km. Die US Air Force startete sie im Jahr 1958 insgesamt 22-mal unter der Bezeichnung Jason, um die Effekte vor und nach der Argus-Testserie zu messen.
Die Starts fanden zwischen dem 11. Juli und dem 2. September 1958 von der  Cape Canaveral AFS und der Ramey AFB aus statt. 19 der 22 Starts waren nukleare Überwachungsmissionen, die im Zusammenhang mit Operation Argus durchgeführt wurden.

## Technische Daten
Die erste Stufe wurde von der Rakete Honest John übernommen. Die zweite und dritte Stufe waren jeweils Nike-Stufe. Die vierte Stufe war eine Recruit, den Abschluss bildete eine Thiokol T-55. Für spätere Missionen wurde die vierstufige Javelin verwendet.
| Kenngröße             | Daten |
| --------------------- | --- |
| Erstflug              | 11. Juli 1958 |
| Hersteller            | Aerolab |
| Länge                 | 17,5 m |
| Durchmesser           | 1. Stufe: 58 cm 2./3. Stufe: 42 cm 4. Stufe: 23 cm 5. Stufe: 15,7 cm |
| Startgewicht          | 3330 kg |
| Höchstgeschwindigkeit | Mach 12,5 |
| Apogäum               | 800 km |
| Antrieb               | 1. Stufe: ABL M6 Feststoffrakete; Schub: 365 kN für 5 s 2./3. Stufe: ABL M5 Feststoffrakete; Schub: 217 kN für 3,5 s 4. Stufe: Thiokol XM19E1 Recruit Feststoffrakete; Schub: 156 kN für 1,5 s 5. Stufe: Thiokol T-55 (1.3KS4800) Feststoffrakete; Schub: 21 kN für 1,3 s |
| Nutzlast              | 57 kg |